# Чорне село (Краків)
Чорне село, Чарна Весь (пол. Czarna Wieś) - історична місцевість (обшар) Кракова, який входить до  дільниці V Кроводжа. Колишнє село, було розташоване приблизно за 2 км на захід від Кракова. У 1909 році його було приєднано до Кракова як XIV кадастрова дільниця.
Село, засноване в другій половині XVI століття в Прошовицькому повіті Краківського воєводства , належало краківським воєводам  .

## Історія
Вперше Чорне Село згадується як королівська власність у 1358 році, на основі німецького права. У 1581 р. змінило парафіяльну приналежність, перейшовши з церкви св. Стефана до костелу в Звежинці. У 1673 році було включено до юридики Гарбарі (від гарбарство), підпорядкованої Кракову.
Через село пролягали вали укріплень часів Костюшка, а потім австрійських часів із середини ХІХ ст. У 1887–1888 роках на них була побудована окружна залізнична колія. На території Чорного Села повстали існуючі до сьогодні парки: у 1885 році – Краківський парк (закладений Станіславом Рехманом ), у 1888-1889 роках – на території після сільськогосподарської та промислової виставки, Парк ім. Генрика Йордана у Кракові.
Згідно з австрійським переписом 1900 року, у 112 будинках у Чорному Селі проживало 2997 осіб, з них 2867 (95,7%) були католиками, 100 (3,3%) євреями, 12 (0,4%) греко-католиками та 18 (0,6%) іншими. віросповідання чи конфесії, 2843 (94,9%) були польськомовними, а 30 (1%) – німецькомовними  .
Чорне Село була включено до Кракова в 1910 році як XIV кадастрова дільниця.
У міжвоєнний період у Чорному Селі було збудовано ряд монументальних будівель: Промислову школу, головний корпус Гірничо-металургійної академії (пол. AGH) у 1923-1935 рр., Сілезьку семінарію у 1926-28 рр., Ягеллонську бібліотеку в 1931-1939 рр., Національний музей у 1934-1939 рр.
Кавьори були хутором Чорного села з XIV століття, разом з ним включені до Кракова до XIV кадастрової дільниці.

## Галерея

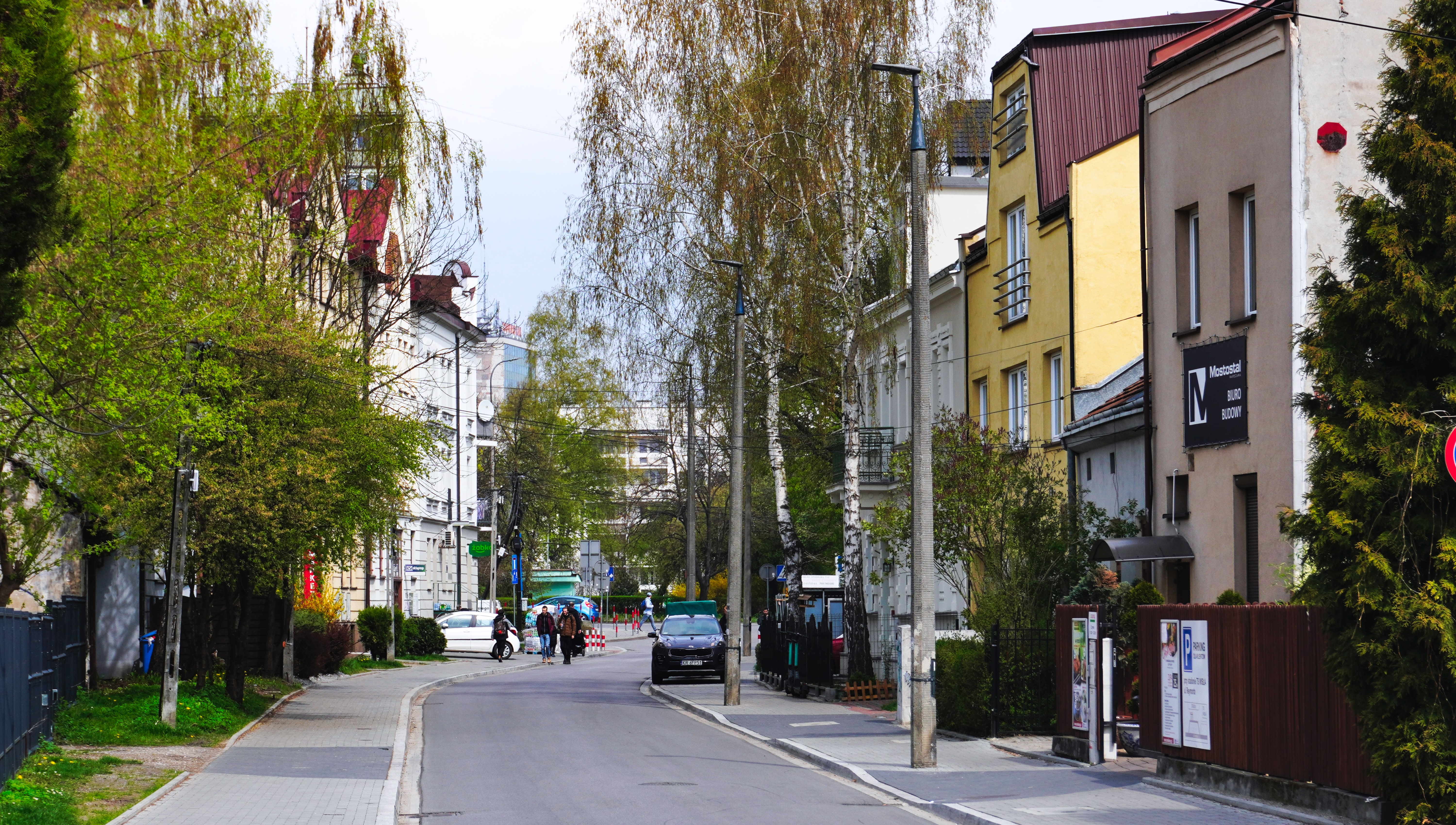
Вулиця Мєховська
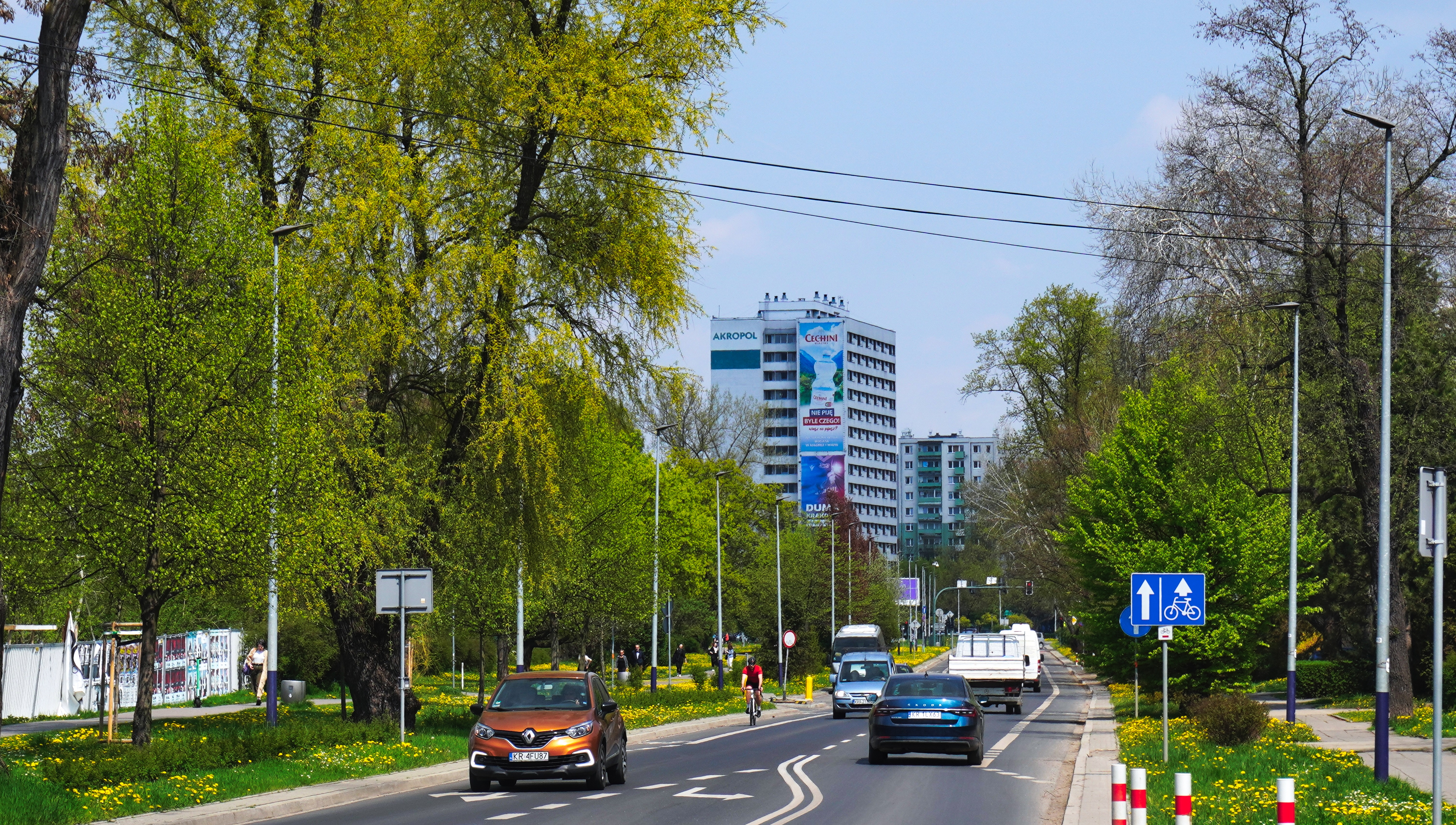
Вулиця Пястовська
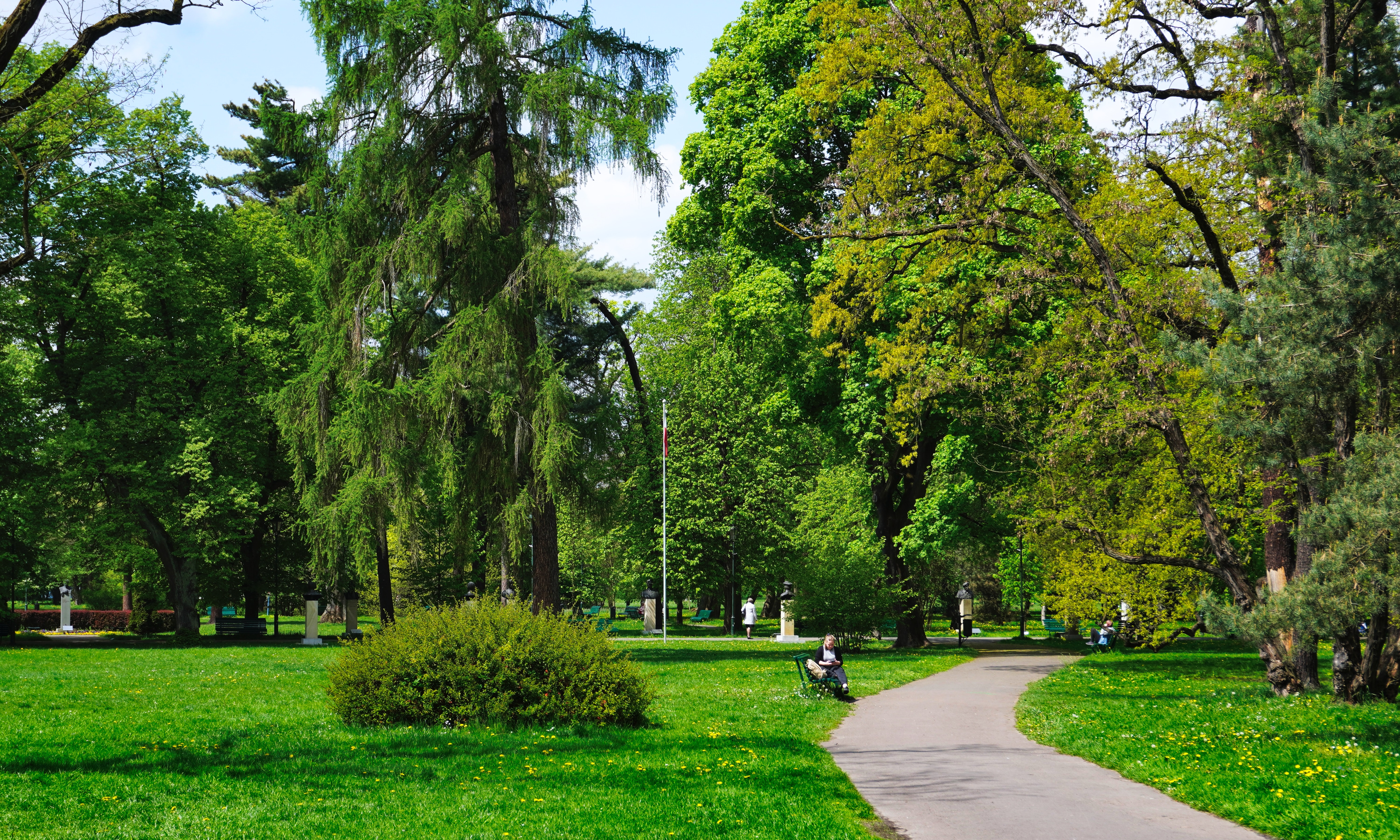
Парк імені Генрика Йордана
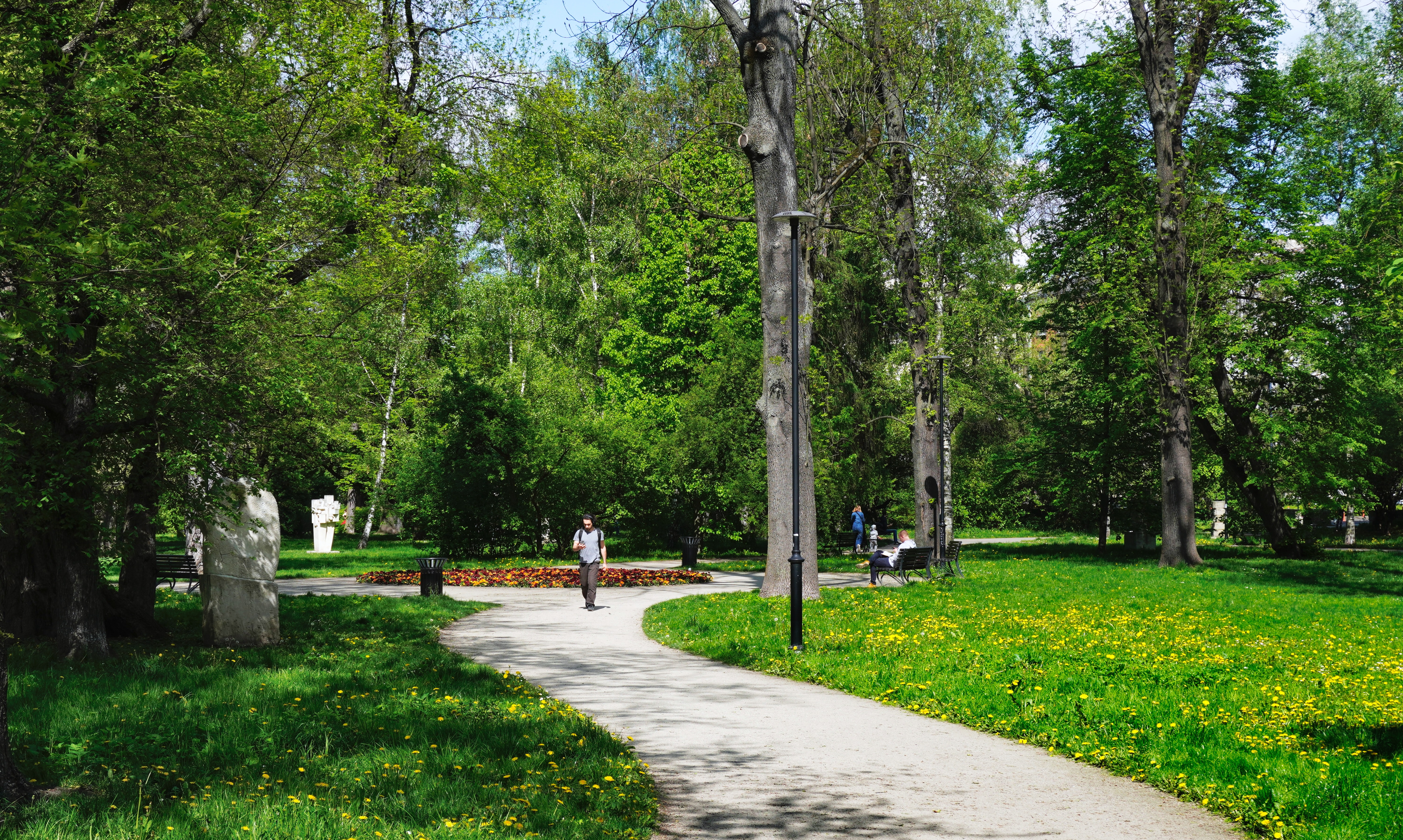
Парк Краковський імені Марека Ґрехути
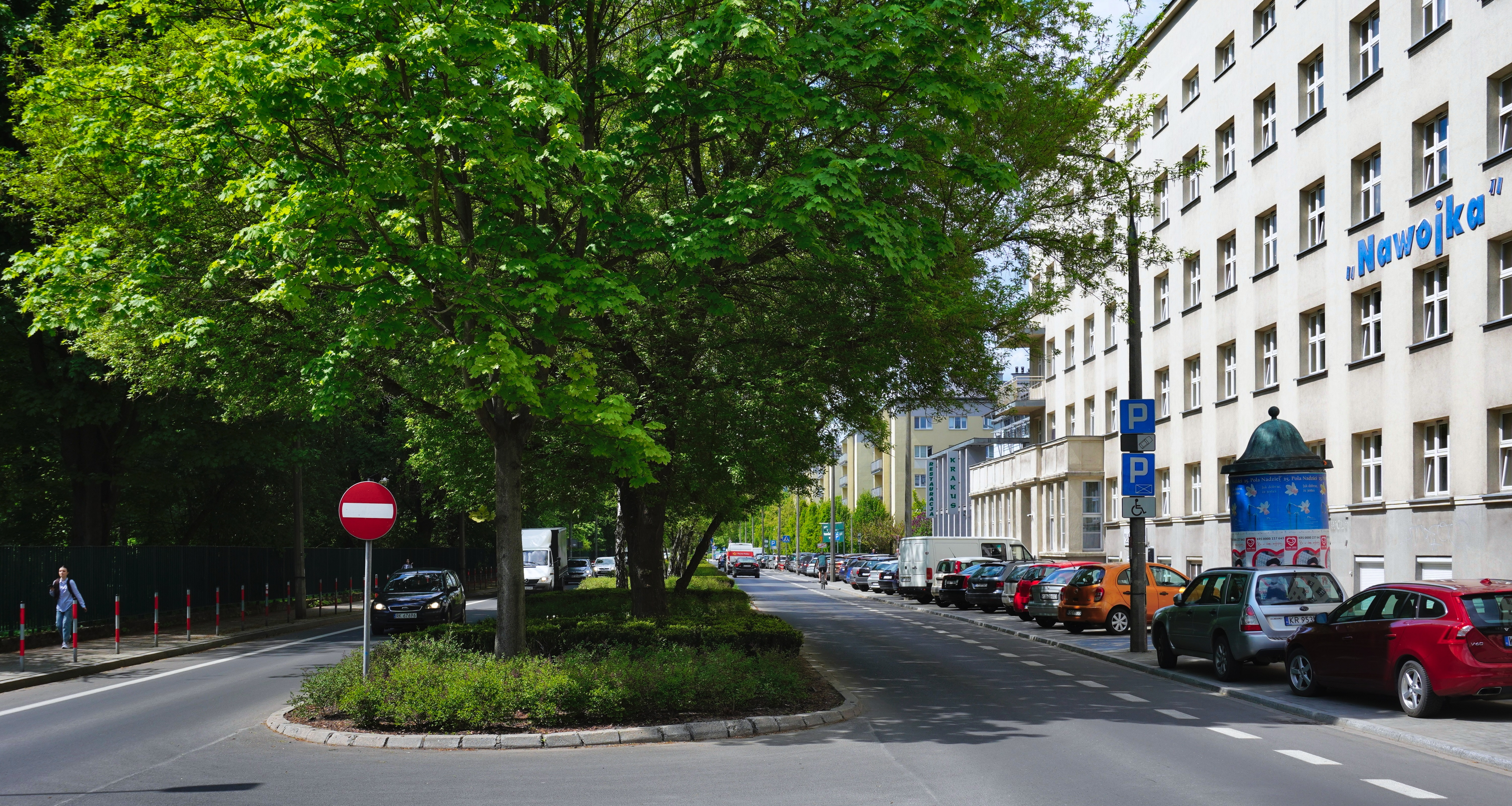
Вулиця Владислава Реймонта
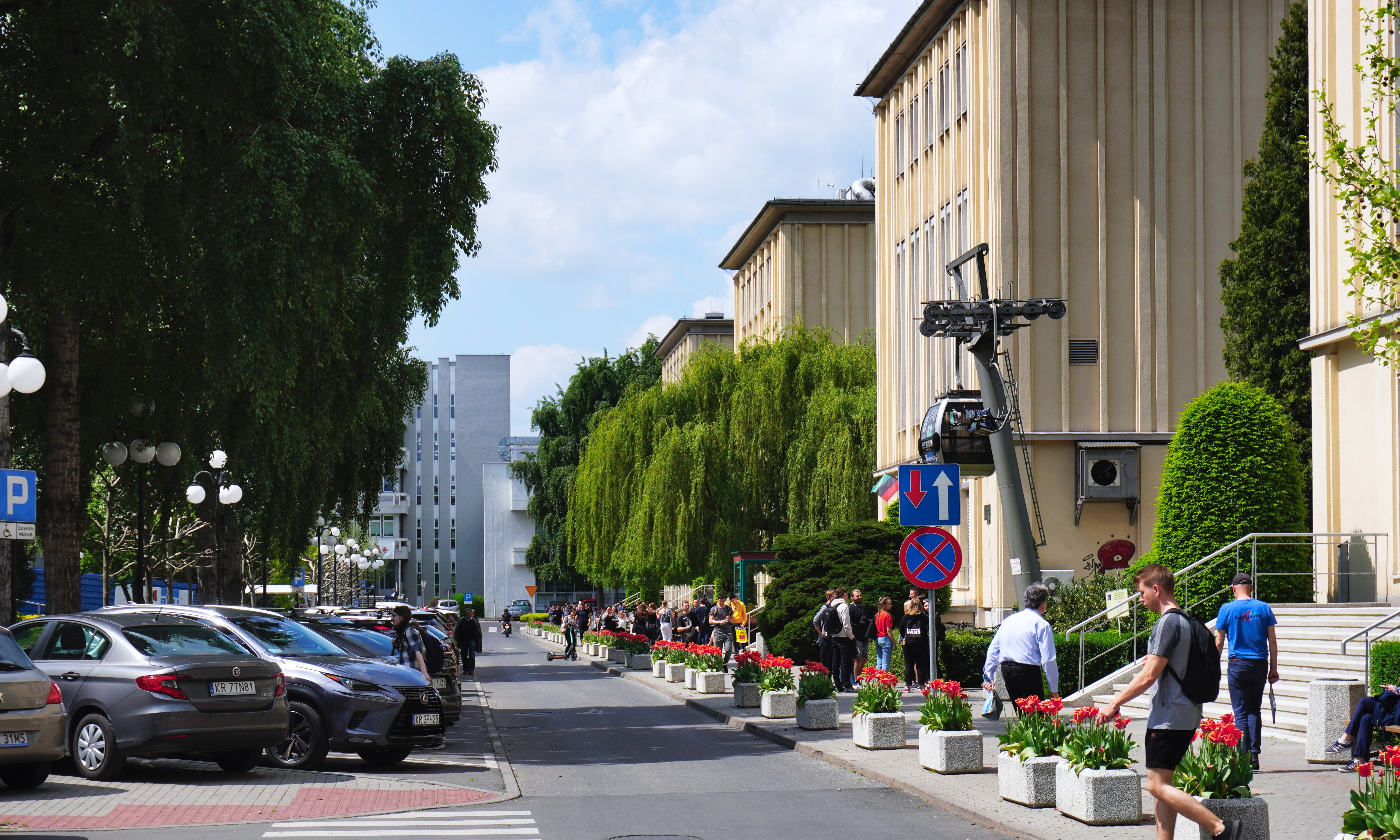
Кампус Гірничо-металургійної академії